# 28 Hotel Rooms
28 Hotel Rooms é um filme de drama estadunidense escrito e dirigido por Matt Ross e estrelado por Chris Messina e Marin Ireland. É o primeiro longa-metragem de Matt Ross.

## Sinopse
Um homem e uma mulher mantêm um caso por um período de vários anos, encontrando-se apenas quando cada um está viajando a trabalho em uma cidade longe de suas casas. O filme tem uma abordagem minimalista: consiste inteiramente em cenas entre os dois em quartos de hotel.

## Elenco
- Marin Ireland como mulher
- Chris Messina como homem
- Robert Deamer como bartender
- Brett Collier como patrono do bar

## Produção
A ideia original de Matt Ross era fazer um filme íntimo sobre um relacionamento que se concentrasse principalmente nos personagens ao invés do enredo. Ele afirmou que "a gênese deste filme veio de conversas que tive com Chris Messina".
Após duas semanas de ensaio, as filmagens começaram em Los Angeles e continuaram por uma ou duas semanas. Durante esse tempo, Marin Ireland estava voando entre Los Angeles e Nova York, onde estava filmando a minissérie da HBO, Mildred Pierce. O filme foi editado durante os próximos meses e foi determinado que certas cenas adicionais seriam necessárias para ajudar a definir ainda mais a relação entre os dois personagens. Essas últimas cenas restantes foram filmadas em Nova York ao longo de mais ou menos uma semana. As filmagens duraram no total cerca de 18 dias.
Antes e durante as filmagens do filme, Ross incentivou os atores a colaborarem no seu desenvolvimento, resultando em mais de 49 horas de material, parte roteirizado e parte improvisado. Durante a pós-produção, muitas versões completas diferentes do filme foram criadas, com cenas em ordens diferentes, tramas diferentes e inícios ou finais diferentes, antes que uma versão fosse selecionada como final.

## Resposta crítica
No Rotten Tomatoes, o filme tem um índice de aprovação de 47% com base em resenhas de 15 críticos. Metacritic deu-lhe uma pontuação de 50% com base nas avaliações de 10 críticos.
Variety achou o filme nem dramaticamente nem intelectualmente estimulante, apesar da boa química entre os atores principais. Slant deu 1,5 de 4 estrelas. The Village Voice sentiu que os personagens não foram devidamente desenvolvidos, e que a abordagem minimalista e despojada do filme impediu a sensação de ter uma visão sobre suas vidas. The New York Times também não se impressionou, elogiando a qualidade da atuação, mas notando a falta de qualquer drama de tensão dramática ou paixão nas relações dos personagens uns com os outros.